# Morawitzia mandibularis
Morawitzia mandibularis är en biart som beskrevs av Johann Dietrich Alfken 1935. Morawitzia mandibularis ingår i släktet Morawitzia och familjen vägbin. Inga underarter finns listade i Catalogue of Life.